# Парадокс Эйнштейна — Подольского — Розена
Парадокс Эйнште́йна — Подо́льского — Ро́зена (сокращённо ЭПР-парадокс) — парадокс, предложенный для указания на неполноту квантовой механики с помощью мысленного эксперимента, заключающегося в измерении параметров микрообъекта косвенным образом, без непосредственного воздействия на этот объект. Целью такого косвенного измерения является попытка извлечь больше информации о состоянии микрообъекта, чем даёт квантовомеханическое описание его состояния.
Изначально споры вокруг парадокса носили скорее философский характер, связанный с тем, что следует считать элементами физической реальности: считать ли физической реальностью лишь результаты опытов и может ли Вселенная быть разложена на отдельно существующие «элементы реальности» так, что каждый из этих элементов имеет своё математическое описание.

## Суть парадокса
Согласно соотношению неопределённостей Гейзенберга, нет возможности одновременно точно измерить координату частицы и её импульс. Предполагая, что причиной неопределённости является то, что измерение одной величины вносит принципиально неустранимые возмущения в состояние и производит искажение значения другой величины, можно предложить гипотетический способ, которым соотношение неопределённостей можно обойти.
Допустим, две одинаковые частицы {\displaystyle A} и {\displaystyle B} образовались в результате распада третьей частицы {\displaystyle C}. В этом случае, по закону сохранения импульса, их суммарный импульс {\displaystyle \mathbf {p} _{A}+\mathbf {p} _{B}} должен быть равен исходному импульсу третьей частицы {\displaystyle \mathbf {p} _{C}}, то есть импульсы двух частиц должны быть связаны. Это даёт возможность измерить импульс одной частицы ({\displaystyle A}) и по закону сохранения импульса {\displaystyle \mathbf {p} _{B}=\mathbf {p} _{C}-\mathbf {p} _{A}} рассчитать импульс второй ({\displaystyle B}), не внося в её движение никаких возмущений. Теперь, измерив координату второй частицы, можно получить для этой частицы значения двух неизмеримых одновременно величин, что по законам квантовой механики невозможно. Исходя из этого, можно было бы заключить, что соотношение неопределённостей не является абсолютным, а законы квантовой механики являются неполными и должны быть в будущем уточнены.
Если же законы квантовой механики в данном случае не нарушаются, то измерение импульса одной частицы равносильно измерению импульса второй частицы. Однако это создаёт впечатление мгновенного воздействия первой частицы на вторую в противоречии с принципом причинности.

## История вопроса

Заголовок статьи в «The New York Times» от 4 мая 1935: «ЭЙНШТЕЙН АТАКУЕТ КВАНТОВУЮ ТЕОРИЮ : Учёный и двое его коллег находят её „неполной“, хотя и „корректной“».

В 1927 году на Пятом Сольвеевском конгрессе Эйнштейн решительно выступил против «копенгагенской интерпретации» Макса Борна и Нильса Бора, трактующей математическую модель квантовой механики как существенно вероятностную. Он заявил, что сторонники этой интерпретации «из нужды делают добродетель», а вероятностный характер свидетельствует лишь о том, что наше знание физической сущности микропроцессов неполно. Так зародился спор Бора — Эйнштейна о физическом смысле волновой функции.
В 1935 году Эйнштейн вместе с Борисом Подольским и Натаном Розеном написал статью «Можно ли считать квантово-механическое описание физической реальности полным?». По воспоминаниям Розена, Эйнштейн «сформулировал общую постановку задачи и её смысл», Подольский редактировал текст статьи, а сам Розен выполнил сопутствующие расчёты. Статья была опубликована 15 мая 1935 года в американском журнале «Physical Review», и в ней был описан мысленный эксперимент, который впоследствии был назван парадоксом Эйнштейна — Подольского — Розена.
Многие ведущие физики восприняли публикацию парадокса как «гром с ясного неба». Скептически настроенный Поль Дирак заявил, что «опять надо начинать всё сначала… Эйнштейн доказал, что так она [копенгагенская интерпретация] не работает». Эрвин Шрёдингер в письме выразил Эйнштейну свою поддержку. В августе Эйнштейн изложил в ответном письме Шрёдингеру ещё один парадокс похожего назначения: бочонок с порохом может самопроизвольно воспламениться в случайный момент, и его волновая функция описывает со временем трудно вообразимую суперпозицию взорвавшегося и не взорвавшегося бочонка. В ноябре того же 1935 года Шрёдингер развернул эту мысль в знаменитый парадокс «Кот Шрёдингера».
По воспоминаниям бельгийского физика Леона Розенфельда, Нильс Бор в течение шести недель занимался только проблемой парадокса, но ошибок в аргументации Эйнштейна не обнаружил. В своей ответной статье в том же журнале и с тем же названием (июль 1935) Бор высказал мнение, что аргументы ЭПР недостаточны для доказательства неполноты квантовой механики. Бор привёл несколько аргументов за вероятностное описание квантовой механики и определённую аналогию между положениями квантовой механики и эйнштейновской общей теорией относительности. Позднее Бор расценил свои аргументы как не слишком вразумительные. Вернер Гейзенберг поддержал Бора, возразив Эйнштейну: «невозможно изменить философию, не меняя физику».
Дэвид Бом в 1952 году рассмотрел возможность провести эксперимент (технически тогда ещё не осуществимый), т. н. оптический вариант ЭПР-опыта, который смог бы разрешить спор Эйнштейна — Бора.
В 1964 году Джон Стюарт Белл ввёл математический формализм, использующий дополнительные параметры, которые могли бы объяснить вероятностную природу квантовых явлений. По его замыслу, полученные им неравенства должны были показать, может ли введение дополнительных параметров сделать описание квантовой механики не вероятностным, а детерминированным: в случае нарушения неравенств Белла такое детерминистическое описание с использованием дополнительных параметров невозможно. Таким образом, становилось возможным в эксперименте получить определённую величину, описывающую корреляции между удалёнными измерениями, и на её основе сказать, имеет ли смысл описывать квантовые явления вероятностно или детерминировано.
Результаты экспериментов, проведённых в 1972 году Стюартом Дж. Фридманом и Джоном Ф. Клаузером в Калифорнийском университете в Беркли, согласовывались с квантовой механикой, и было зафиксировано нарушение неравенств Белла.
Затем в Гарвардском университете Ричард А. Хольт и Фрэнсис М. Пипкин получили результат, расходящийся с квантовой механикой, но удовлетворяющий неравенствам Белла.
В 1976 году в Хьюстоне Эдвард С. Фрай и Рэнделл С. Томпсон изготовили гораздо более совершенный источник коррелированных фотонов, и их результат совпал с предсказаниями квантовой механики. Они установили нарушение неравенств Белла.
Все эти эксперименты выполнялись с одноканальными поляризаторами и отличались лишь источниками коррелированных фотонов и их получением. При такой упрощённой экспериментальной схеме используются поляризаторы, пропускающие свет, поляризованный параллельно {\displaystyle a} (или {\displaystyle b}), но не пропускающие свет в ортогональном направлении. Поэтому можно получить только часть величин, нужных для вычисления корреляции между удалёнными измерениями.
Для того чтобы повысить точность экспериментов, было необходимо иметь стабильный и хорошо управляемый источник запутанных фотонов и использовать двухканальный поляризатор. В 1982—1985 гг. Ален Аспе, используя соответствующее оборудование, поставил серию более сложных экспериментов, результаты которых также совпали с предсказаниями квантовой механики и продемонстрировали нарушение неравенств Белла.
Постановка экспериментов и проверка деталей идут до сих пор и, по мнению А. Аспе, в конечном счёте должны привести к окончательному эксперименту, не оставляющему никаких «дыр». Но пока такой эксперимент так и не был осуществлён, и приверженцы теории скрытых параметров указывают на всё новые детали и возможности для построения полной квантово-механической теории.

## Объяснение парадокса
Эксперимент ЭПР, с точки зрения его авторов, позволяет одновременно точно измерить координату и импульс частицы. В то же время в квантовой механике утверждается, что это невозможно. На основании этого Эйнштейн, Подольский и Розен сделали вывод о неполноте квантовой теории. На самом деле эксперимент, описанный ЭПР, не противоречит квантовой механике и легко анализируется с её помощью.
Кажущееся противоречие возникает потому, что термин «измерение» имеет несколько различный смысл в классической и в квантовой теории (см. Измерение (квантовая механика)).

### Измерение и состояние
В квантовой механике в результате измерения происходит изменение состояния системы. Если у частицы измеряется импульс {\displaystyle p}, то она переходит в состояние, описываемое волновой функцией {\displaystyle \psi _{p}(x)}. Повторные измерения импульса в этом состоянии всегда будут приводить к одному и тому же {\displaystyle p}. В этом смысле можно говорить, что частица в состоянии {\displaystyle \psi _{p}(x)} характеризуется определённым значением импульса {\displaystyle p}.
В состоянии {\displaystyle \psi _{p}(x)} можно сколь угодно точно измерить координату частицы, обнаружив её с вероятностью, пропорциональной {\displaystyle |\psi _{p}(x)|^{2}} в некоторой точке пространства {\displaystyle x}. Однако состояние частицы после такого измерения изменится: она перейдёт в состояние с определённым значением координаты {\displaystyle x}. В частности, если после измерения {\displaystyle x} снова измерить импульс, то получится значение, которое, скорее всего, будет отличаться от начального. Таким образом: 1) непосредственно перед измерением координаты импульс имеет определённое значение; 2) в момент измерения (сколь угодно короткого) получается определённое значение координаты. Однако отсюда не следует, что координата и импульс в момент измерения {\displaystyle x} имеют совместные, одновременно известные значения.
В эксперименте ЭПР после измерения импульса у первой частицы вторая частица также переходит в состояние с определённым импульсом. У неё можно измерить координату, однако сразу после такого измерения импульс частицы изменится, поэтому говорить, что произошло одновременное измерение координаты и импульса, смысла не имеет.

### Соотношение неопределённостей
Ограничения, накладываемые квантовой механикой на одновременное измерение координаты и импульса, можно выразить при помощи соотношения неопределённостей Гейзенберга {\displaystyle \Delta x\cdot \Delta p\geqslant \hbar /2}. Это неравенство имеет принципиально статистический смысл. Чтобы им воспользоваться, необходимо провести множество измерений координаты {\displaystyle x_{1},\;x_{2},\;\ldots } и импульса {\displaystyle p_{1},\;p_{2},\;\ldots } над различными частицами, находящимися в одном квантовом состоянии (т. н. ансамбль частиц). Усреднение полученных значений и вычисление среднеквадратичных отклонений от среднего даст значения {\displaystyle \Delta x} и {\displaystyle \Delta p}. Их произведение будет удовлетворять неравенству Гейзенберга, в каком бы состоянии ни был приготовлен ансамбль.
Эксперимент ЭПР проводится однократно, поэтому он не может противоречить соотношению неопределённостей. Вычислить на одном эксперименте среднеквадратичное отклонение нельзя. Если же эксперимент ЭПР повторять многократно для ансамбля распадающихся систем, находящихся в одном и том же состоянии, то усреднение результатов измерений будет удовлетворять соотношению неопределённостей. В этом отношении противоречия с квантовой механикой также не возникает.

### Нелокальность
Необычность эксперимента ЭПР с точки зрения классической физики состоит в том, что в результате измерения импульса первой частицы изменяется состояние у второй, когда частицы находятся сколь угодно далеко друг от друга. В этом проявляется нелокальный характер квантовой теории. Система, состоящая из двух частиц, состояние которых описывается единой волновой функцией, не является простой «суммой» этих частиц, даже если между ними нет взаимодействия. При проведении измерения состояние такой составной системы может измениться. С этой точки зрения является некорректной исходная посылка ЭПР касательно того, что
«так как во время измерения эти две системы уже не взаимодействуют, то в результате каких бы то ни было операций над первой системой во второй системе уже не может получиться никаких реальных изменений»
. Волновая функция — это нелокальная величина, и большое расстояние между частицами при измерении, которое её изменяет, существенной роли не играет.
Мысленный эксперимент ЭПР и связанная с ним нелокальность квантовой механики в настоящее время привлекает широкое внимание в связи с экспериментами по квантовой телепортации. В историческом плане парадокс Эйнштейна — Подольского — Розена и последовавшая затем дискуссия между Бором и Эйнштейном сыграли важную роль для прояснения таких ключевых физических понятий, как «измерение», «полнота теории», «физическая реальность» и «состояние системы».

### Принцип тождественности
В соответствии с принципом тождественности все частицы для нас являются неразличимыми, одинаковыми. Таким образом, при попытке косвенного определения точных значений одновременно импульса и координаты электрона в случае рождения электрон-позитронной пары, измерив точно импульс позитрона, при измерении «точной» координаты электрона мы не сможем сказать, тот ли это электрон или «другой» электрон измерительного прибора, что внесёт в наш эксперимент неопределённость в соответствии с принципом неопределённости. Также вместо точного измерения параметра «нужной» нам частицы мы можем измерить параметр одной из тождественных виртуальных частиц, существование которых было подтверждено экспериментально благодаря эффекту Казимира, что также может внести в наш эксперимент ошибку-неопределённость.

## «Критерий физической реальности» и понятие «полноты физической теории»

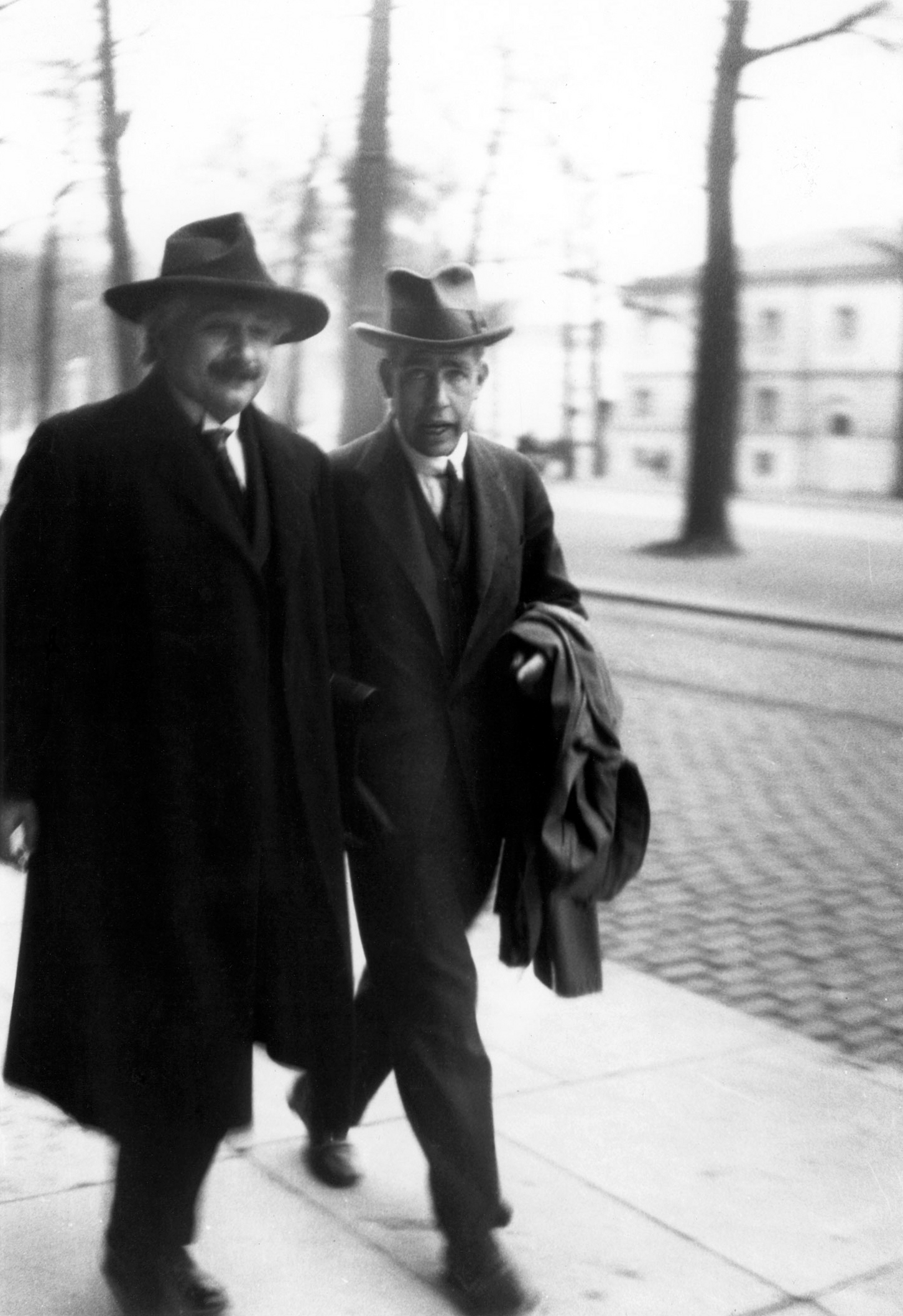
Альберт Эйнштейн и Нильс Бор

Для того, чтобы наиболее точно и формально высказать, в чём квантовая механика неполна, Эйнштейн, Подольский, Розен в своей статье формулируют «критерий физической реальности»:
| Если мы можем, при отсутствии возмущения системы, предсказать с достоверностью (то есть вероятностью, равной единице) значение некоторой физической величины, то существует элемент физической реальности, соответствующий этой физической величине. |

А также указывают, что они понимают под «полнотой физической теории»:
| Для суждения об успехе физической теории мы можем задать себе два вопроса: 1) Правильна ли теория? и 2) Является ли даваемое теорией описание полным? Только в том случае, если на оба эти вопроса можно дать положительные ответы, концепции теории могут быть признаны удовлетворительными. Первый вопрос — о правильности теории — решается в зависимости от степени согласия между выводами теории и человеческим опытом. Этот опыт, который только и позволяет нам делать заключения о действительности, в физике принимает форму эксперимента и измерения. Мы хотим рассмотреть здесь, имея в виду квантовую механику, второй вопрос … от всякой полной теории нужно, как нам кажется, требовать следующее: каждый элемент физической реальности должен иметь отражение в физической теории. Мы будем называть это условием полноты. |

После чего авторы отмечают известный факт из квантовой механики:
| … для частицы в состоянии ψ определенного значения координаты предсказать нельзя, а его можно получить только путём непосредственного измерения. Такое измерение вызовет возмущение частицы и, таким образом, изменит её состояние. После того как координата будет определена, частица уже не будет больше находиться в прежнем состоянии. Обычно в квантовой механике из этого делается следующий вывод: если количество движения частицы известно, то её координата не имеет физической реальности. |

И отсюда делается закономерный вывод: «квантовомеханическое описание реальности посредством волновой функции не полно». Затем рассматривается случай зацепленных состояний, и авторы приходят к выводу, что «две физические величины с некоммутирующими операторами могут быть реальными одновременно». А это означает, что их можно было бы измерить одновременно, что противоречит неопределённости Гейзенберга. Аналогично и в случае, когда имеется квантовомеханическое описание реальности посредством матрицы плотности — не полно.

## Критика парадокса

### Ответ Бора
Ответ Бора начинается с заявления:
| Квантовая механика в пределах своей области применимости представляется вполне рациональным описанием тех физических явлений, с которыми мы встречаемся при изучении атомных процессов … аргументация в парадоксе ЭПР едва ли годится для того, чтобы подорвать надежность квантовомеханического описания, основанного на стройной математической теории, которая охватывает все случаи измерения. |

и далее Бор достаточно подробно рассматривает ряд измерений в экспериментах. Он отрицает, что можно говорить о какой-либо неполноте квантовомеханического описания. А вероятностные измерения связаны с невозможностью контролировать обратное действие объекта на измерительный прибор (то есть учёт переноса количества движения в случае измерения положения и учёт смещения в случае измерения количества движения). После чего рассматривает различные способы устранения такого влияния и приходит к выводу:
| Невозможность более подробного анализа взаимодействий, происходящих между частицей и измерительным прибором … представляет существенное свойство всякой постановки эксперимента, пригодной для изучения явлений рассматриваемого типа, в которых мы сталкиваемся с своеобразной чертой индивидуальности, совершенно чуждой классической физике. |

Бор, по сути, отвечает как бы на вопрос «Правильна ли теория?». Да, она правильна и результаты опыта это подтверждают. Эйнштейн и соавторы же делают акцент на вопросе «Является ли даваемое теорией описание полным?», то есть может ли быть найдено более удовлетворительное математическое описание, которое соответствовало бы физической реальности, а не проводимым нами измерениям. Бор же стоит на позиции, что физическая реальность есть то, что даёт физическое измерение в эксперименте. Эйнштейн же, по-видимому, допускает, что физическая реальность может отличаться от того, что нам дано в опыте, лишь бы математическое описание позволяло бы сделать прогноз с достоверностью (то есть вероятностью, равной единице) значения некоторой физической величины.
Поэтому Фок замечает, что Эйнштейн и Бор вкладывают разный смысл в некоторые термины, и вся аргументация с той и другой стороны подчинена изначальной позиции, которую выбрал для себя оппонент:
Эйнштейн понимает слово «состояние» в том смысле, какой ему обычно приписывается в классической физике, то есть в смысле чего-то вполне объективного и совершенно не зависящего от каких бы то ни было сведений о нем. Отсюда и проистекают все парадоксы. Квантовая механика действительно занимается изучением объективных свойств природы в том смысле, что её законы продиктованы самой природой, а не человеческой фантазией. Но к числу объективных понятий не принадлежит понятие о состоянии в квантовом смысле. В квантовой механике понятие о состоянии сливается с понятием «сведения о состоянии, получаемые в результате определенного максимально точного опыта». В ней волновая функция описывает не состояние в обыкновенном смысле, а скорее эти «сведения о состоянии».
Таким образом, данный спор содержит в своей основе вопрос о достаточности и необходимости тех или иных постулатов физической теории и исходящем из этого философском понимании физической реальности (природы) и о том, какое описание физических явлений может удовлетворить исследователя. И в решении данного вопроса отчетливо видна важная связь философии и физики.

### Оптический вариант мысленного ЭПР-опыта, предложенный Бомом
Бом в 1952 году в последней главе своей книги отмечает, что в критерии физической реальности, данном в ЭПР-парадоксе, неявно присутствуют два предположения:
1. Вселенная может быть правильно разложена на различные и отдельно существующие «элементы реальности»;
2. Каждый из этих элементов может быть представлен точно определённой математической величиной.

Дальше Бом отмечает, что если искать доказательства концепции, изложенной в ЭПР-парадоксе, то это должно привести к поискам более полной теории, выраженной, например, в виде теории скрытых параметров.
Важным вкладом Бома в решение этого парадокса считают то, что он предложил реальный физический эксперимент, который позволил бы в частном виде реализовать мысленный ЭПР-эксперимент, на базе двух фильтров Штерна — Герлаха, оптическим аналогом которых является поляризатор, который использовался в реальных опытах. Хотя в то время предложенный эксперимент было невозможно организовать технически, тем не менее была показана возможность постановки реального опыта для проверки философских позиций Эйнштейна и Бора.
|  |  |

Мысленный эксперимент Эйнштейна-Подольского-Розена-Бома с фотонами. Два фотона и, испущенные в зацепленном состоянии, анализируются линейными поляризаторами с ориентациями и. Можно измерять вероятности одиночной или совместной регистрации на выходе каналов поляризаторов

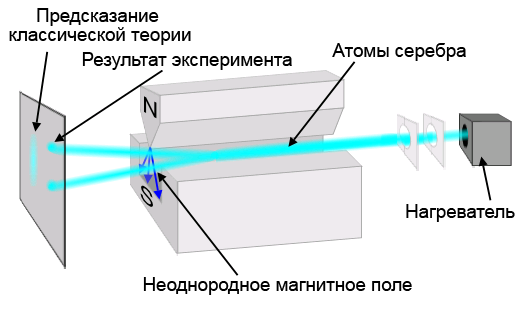
Фильтр Штерна — Герлаха (поляризатор)

Суть опыта состоит в следующем: источник {\displaystyle S} испускает два фотона в зацепленных состояниях, которые можно описать уравнением {\displaystyle |\psi (\nu _{1},\;\nu _{2})\rangle ={\frac {1}{\sqrt {2}}}(|x,\;x\rangle +|y,\;y\rangle )}. Эти фотоны распространяются в противоположных направлениях вдоль оси {\displaystyle Oz}, а зацеплены по осям {\displaystyle Ox} и {\displaystyle Oy}. Исследователь может измерить одну из компонент ({\displaystyle x}, {\displaystyle y} или {\displaystyle z}) спина первого фотона, но не больше чем одну за опыт. Например, для частицы 1 мы сделаем измерение по оси {\displaystyle Ox} и получим таким образом компоненту {\displaystyle x}.
Далее можно использовать тот факт, что зацепленное состояние не может быть преобразовано в произведение двух состояний, ассоциированных с состоянием каждого из фотонов, то есть с независимыми состояниями фотонов (поэтому, например, в этом эксперименте нельзя приписать каждому из участвующих фотонов определённую поляризацию). Такое состояние описывает именно систему объектов целиком.
Тогда благодаря зацепленности при измерении спина (момента вращения) второго фотона должно получаться противоположное значение для компоненты {\displaystyle y}. То есть будет получено косвенное измерение второй частицы, как это и было описано в мысленном ЭПР-эксперименте. И если бы это было справедливо для всех измерений (при различных процессах и при произвольных углах ориентации поляризаторов), то это противоречило бы утверждению неопределённости Гейзенберга, что нельзя измерить достоверно две величины одной частицы.
Ещё одним важным предложением Бома стало то, что исследователь может переориентировать аппаратуру в произвольном направлении, пока частицы ещё разлетаются, и таким образом получить определённое значение спина в любом выбранном им направлении. Поскольку эта переориентация выполняется без возмущения второй частицы, то, приняв критерий физической реальности Эйнштейна, можно определить, получается ли результат измерения лишь в момент самого измерения (что соответствует положению квантовой механики) или же он уже предопределён до измерения, и если бы были известны скрытые параметры, то стало бы возможно это определить достоверно, с вероятностью 1.
Объясняя же возможные последствия подтверждения квантового описания в таком эксперименте, Бом пишет:
… математическое описание, даваемое волновой функцией, не находится в однозначном соответствии с действительным поведением материи … квантовая теория не предполагает, что Вселенная построена по определённому математическому плану … Наоборот, мы должны прийти к точке зрения, что волновая функция — это абстракция, дающая математическое отражение определённых сторон реальности, но не однозначная карта её. Кроме того, современная форма квантовой теории указывает на то, что Вселенную нельзя привести в однозначное соответствие ни с каким мыслимым видом точно определенных математических величин и что полная теория всегда потребует понятий более общих, чем понятие разложения на точно определённые элементы.
Таким образом, Бом явным образом указывает, что квантовая механика является неполной теорией в том смысле, что не может сопоставить каждому элементу реальности определённую математическую величину. В то время как Вселенная, по его мнению, может быть разложена на различные и отдельно существующие «элементы реальности».

## Предсказания квантовой механики для ЭПРБ-опыта
Для одиночных отклонений фотонов в ту или другую сторону квантовая механика предсказывает вероятности {\displaystyle P_{\pm }(a)} (для фотона {\displaystyle \nu _{1}}) и вероятности {\displaystyle P_{\pm }(b)} (для фотона {\displaystyle \nu _{2}}):
{\displaystyle P_{+}(a)=P_{-}(a)={\frac {1}{2}}}
{\displaystyle P_{+}(b)=P_{-}(b)={\frac {1}{2}}}
Именно этот результат позволяет говорить, что мы не можем сопоставить определённую поляризацию каждому из фотонов, так как каждое отдельное измерение поляризации дает случайный результат (с вероятностью 1/2).
Для совместного обнаружения {\displaystyle \nu _{1}} и {\displaystyle \nu _{2}} в каналах + или − поляризаторов I или II с направлениями {\displaystyle a} и {\displaystyle b} квантовая механика предсказывает вероятности {\displaystyle P_{\pm \pm }(a,\;b)}:
{\displaystyle P_{++}(a,\;b)=P_{--}(a,\;b)={\frac {1}{2}}\cos ^{2}(a,\;b),}
{\displaystyle P_{+-}(a,\;b)=P_{-+}(a,\;b)={\frac {1}{2}}\sin ^{2}(a,\;b),}
где {\displaystyle (a,\;b)} — угол между поляризаторами I и II.
Рассмотрим теперь частный случай, когда {\displaystyle (a,\;b)=0}, то есть когда поляризаторы параллельны. Подставив это значение в уравнения, получим:
{\displaystyle P_{++}(a,\;b)=P_{--}(a,\;b)={\frac {1}{2}}}
{\displaystyle P_{+-}(a,\;b)=P_{-+}(a,\;b)=0}
Что означает, что если фотон {\displaystyle \nu _{1}} обнаружен в канале + поляризатора I, то фотон {\displaystyle \nu _{2}} наверняка будет обнаружен в канале + поляризатора II (и аналогично для каналов −). Таким образом, для параллельных каналов имеется полная корреляция между индивидуальными случайными результатами измерения поляризации двух фотонов {\displaystyle \nu _{1}} и {\displaystyle \nu _{2}}.
Удобной мерой корреляции между случайными числами является коэффициент корреляции:
{\displaystyle E(a,\;b)=P_{++}(a,\;b)-P_{+-}(a,\;b)-P_{-+}(a,\;b)+P_{--}(a,\;b)}.
Таким образом, квантово-механические расчеты исходят из предположения, что хотя каждое отдельное измерение дает случайные результаты, но эти случайные результаты коррелированы, и в частном случае (для параллельных и перпендикулярных ориентаций поляризаторов) корреляция является полной ({\displaystyle |E(a,\;b)|=1}).
Этот же факт дает основания для построения более полной теории со скрытыми параметрами, но нужно учитывать, что простые её виды уже проверены в ряде экспериментов, и их результаты указывают на то, что такие определённые виды таких теорий построить невозможно.

## Теорема Белла и её экспериментальные проверки

, предсказываемая квантовой механикой для зацепленных пар фотонов. Конфликт с неравенствами Белла возникает при

Оптический вариант мысленного ЭПР-опыта, предложенного Бомом, и теорема Белла решающим образом повлияли на дискуссии о возможности полноты квантовой механики. Речь больше не шла о философской позиции, а стало возможным разрешение вопроса с помощью эксперимента.
Если можно приготовить пары фотонов (или частиц со спином 1/2; в этом случае вместо поляризации следует измерять проекции спинов) в зацепленном состоянии и измерить четыре числа совпадений {\displaystyle N_{\pm \pm }(a,\;b)} для детекторов на выходе измерительных каналов поляризаторов (или фильтров Штерна — Герлаха), то можно получить и поляризационный коэффициент корреляции для поляризаторов с ориентациями {\displaystyle a} и {\displaystyle b}:
{\displaystyle E(a,\;b)={\frac {N_{++}(a,\;b)-N_{+-}(a,\;b)-N_{-+}(a,\;b)+N_{--}(a,\;b)}{N_{++}(a,\;b)+N_{+-}(a,\;b)+N_{-+}(a,\;b)+N_{--}(a,\;b)}}.}
Выполнив четыре измерения этого типа с ориентациями {\displaystyle (a,\;b)}, {\displaystyle (a,\;b')}, {\displaystyle (a',\;b)} и {\displaystyle (a',\;b')}, мы получим измеренное значение {\displaystyle S(a,\;a',\;b,\;b')=E(a,\;b)-E(a,\;b')-E(a',\;b)+E(a',\;b')}, необходимое для подстановки в неравенство Белла, которое имеет вид {\displaystyle -2\leqslant S(a,\;a',\;b,\;b')\leqslant 2}.
Выбрав ситуацию, при которой квантовая механика предсказывает, что эта величина не удовлетворяет неравенствам Белла (например, это максимально проявляется при углах {\displaystyle (a,\;b)=\pm {\frac {\pi }{8}}=22{,}5^{\circ }} и {\displaystyle (a,\;b)=\pm {\frac {3\pi }{8}}=67{,}5^{\circ }}, значение {\displaystyle S(a,\;a',\;b,\;b')=|2{\sqrt {2}}|\approx \pm 2{,}8284)}, мы получаем экспериментальный критерий, позволяющий выбрать между квантовой механикой и некоторой локальной теорией со скрытыми параметрами.
Так, например, в наилучшем по качеству (с двухканальными поляризаторами) эксперименте А. Аспе для максимально конфликтного предсказания было получено значение {\displaystyle S(a,\;a',\;b,\;b')=2{,}70\pm 0{,}05}, что хорошо согласуется с предсказаниями квантовой механики, но нарушает неравенства Белла.

## Возможность теорий скрытых параметров
Как указано выше, Бом не анализирует другой возможный вариант, что Вселенная не может быть разложена на отдельно существующие «элементы реальности», что вполне согласуется с современными представлениями о структуре физического вакуума. И именно с этих позиций остаётся возможным построение теории скрытых параметров, которая будет полной в том смысле, что сможет сопоставить каждому элементу реальности определённую математическую величину, но эта величина будет связью между элементами, а не самим элементом.
Как было отмечено, требования к квантовым наблюдаемым величинам должны соответствовать в теории скрытых параметров случайным величинам, с сохранением определённых функциональных соотношений. А также квантовые состояния можно рассматривать как редукцию классической модели с надлежащим образом подобранными ограничениями на множество измерений.
Другую интерпретацию, другой способ построения теории скрытых параметров, формулируют как концепцию внутреннего времени, согласно которой
физическое время не есть абстрактный и равномерный поток «чего-то», во что мы «помещаем» элементарные события. Время (точнее, пространство-время) само состоит из этих событий, измеряется их количеством и ничем иным. Можно сказать, что время дискретно, поскольку дискретны элементарные события.
Таким образом, можно выделить две группы теорий скрытых параметров: одна предполагает ненаблюдаемую материю за пределами трёх пространственных измерений, увеличивая число измерений физического мира, как это сделано в теории струн; вторая группа указывает на то, что время по сути является достаточным дополнительным измерением, которое при неравномерности его течения может приводить к квантовым эффектам. Также возможна комбинация данных теорий, где предполагается особая структура вакуума, элементы которого и создают неравномерность течения времени, вследствие чего измерения, производимые наблюдателем, приводят к квантовым эффектам.
Подобные теории (возможно, лишь за исключением теории струн), как правило, не рассматриваются академическим направлением исследователей, так как не имеют ни строго математической основы, ни, тем более, экспериментальных подтверждений, которые в данный момент нельзя поставить из-за недостаточной точности техники. Но некоторые из них не являются и опровергнутыми в данный момент.

## Многомировая интерпретация
Наглядную трактовку парадокса даёт многомировая интерпретация. Состояние частиц {\displaystyle A} и {\displaystyle B} после распада частицы {\displaystyle C} представляет собой квантовую суперпозицию всевозможных состояний, отличающихся различными значениями импульса частицы {\displaystyle A}. Согласно Девитту, это можно интерпретировать как суперпозицию состояний одинаковых не взаимодействующих между собой параллельных вселенных, каждая из которых содержит «альтернативную историю» распада частицы {\displaystyle C} и характеризуется своим значением импульса {\displaystyle p_{A}}. Пока не проведено измерение, невозможно установить, в какой именно из этих вселенных осуществляется эксперимент. В момент измерения происходит необратимое «расщепление вселенных», и история обеих частиц {\displaystyle A} и {\displaystyle B} с самого распада становится определённой. В рамках этой интерпретации проведение измерения над частицей {\displaystyle A} не оказывает влияния на состояние частицы {\displaystyle B}, и противоречие с принципом причинности отсутствует.

## Популяризация
Для популярного донесения парадокса Д. Мермин предлагает сконструировать простое устройство. Устройство должно состоять из излучателя частиц и двух детекторов. Две одинаковые частицы испускаются к каждому из них. Поймав частицу, детектор даёт двоичный ответ (0 или 1), зависящий от частицы и своего трёхпозиционного переключателя настройки. Детектирование пары частиц должно дать одинаковые ответы
1. всякий раз, когда детекторы настроены одинаково и
2. по статистике в половине случаев, когда они настроены случайным образом.

Первое свойство требует, чтобы все детекторы использовали одну и ту же кодировку позиция переключателя ∈ {1, 2, 3} ↦ отклик ∈ {0, 1}, без какого бы то ни было элемента случайности. То есть они должны заранее сговориться, какой из откликов, 0 или 1, давать на позицию переключателя, выбрав для каждой частицы одну из восьми возможных функций: 000, 001, 010, 011, 100, 101, 110 и 111. Выбор 000 или 111 приведёт к стопроцентному совпадению показаний детекторов вне зависимости от положения ручки настройки. Если же детекторы реализуют одну из шести оставшихся функций, одна из цифр вытягивается случайно настроенным переключателем в 2/3 случаев, другая — с вероятностью 1/3. Вероятность совпадения двух ответов при этом составит (⅔)² + (⅓)² = 5/9. Так что каков бы ни был алгоритм автомата, корреляция неизбежно превышает 50 %, нарушая второе требование.
Но поскольку такую машину всё-таки соорудить можно (например, располагая позиции поляризаторов под 120°, как в опыте Бома), то никакого детерминизма (параметров) не может быть даже в скрытой форме. Вместо этого корреляции откликов поддерживаются за счёт передачи информации от одной «измеренной» частицы к другой быстрее, чем произойдёт второе измерение.